# Quadrado (oficial palatino)
Quadrado (em latim: Quadratus) foi um oficial bizantino do século V, ativo no reinado do imperador Justiniano (r. 527–565). Quiçá um oficial imperial do Palácio de Constantinopla ou um dos agentes da imperatriz Teodora (r. 527–548), foi mencionado em 543/4 quando entregou uma carta de Teodora ao general Belisário.